# 동로마 제국의 고등교육
동로마 제국의 고등교육은 동로마 제국에서 이루어졌던 고등교육활동에 대하여 의미한다.
동로마 제국의 고등교육은 개인 교사나 전문적인 교사집단 또는 국가로부터 임명된 교사들에 의해 이루어졌다. 비잔티움 제국의 원형이었던 로마 제국 초기에 아테네와 알렉산드리아가 고등교육의 중심지였지만, 비잔티움 제국기에 들어서는 ‘도시의 여왕’인 콘스탄티노폴리스가 고등교육의 중심지가 되었다. 529년 아테네의 아카데메이아가 폐쇄된 이후 알렉산드리아와 베이루트를 지역기반으로 한 그리스인들이 고등교육을 장악하고 있었지만, 7세기 중엽 콘스탄티노폴리스가 새로운 고등교육의 거점이 되었던 것이다.
콘스탄티노폴리스의 건설이후 330여명의 교사가 이 새로운 도시로 초치되었고 이들은 중앙정부로부터 공식적인 지원과 감독을 받았으나, 국공립의 교육기관이 설립되어 있지는 않았다. 425년 마침내 테오도시우스 2세가 비잔티움 제국의 첫 번째 국립학교인 판디다크테리온(Pandidakterion)을 설립하였다. 이 학교의 설립으로 사적인 교사와 정부로부터 인증을 받고 황실에서 급여를 받는 공적인 교사의 구분이 생기게 되었다. 그러한 공공교사들은 여러 특권과 특전을 부여받았다. 판디다크테리온 설립 당시에 공공교사는 총 39인 이었고, 그리스어 문법교사 10인, 라틴어 문법교사 10인, 법학교사 2인, 철학교사 1인, 수사학교사 8인, 그리스어 교사 5인, 라틴어 교사 3인으로 구성되어 있었다. 이 국립학교 체제는 7세기까지 공적인 지원 아래 이어졌다. 비잔티움 제국에서의 수사학 교육은 가장 중요하고 어려운 학술주제였으며, 중앙정부와 지방정부의 공직과 교회에서의 성직으로 나아가는데 필요한 필수적인 교양이었다.
7, 8세기에 접어들자 동로마 제국은 내우외환에 시달리게 되었다. 남부에서는 이슬람 제국이, 북부에서는 슬라브족과 불가리아족이 비잔티움 제국을 압박하였으며, 이로 인해 제국은 심각한 경제적 위협에 놓이게 되었다. 제국이 이러한 위협에 처했지만, 고등교육을 위한 공공예산은 계속 지출되었다. 그러나 이 시기 고등교육의 질과 양이 이전 시기에 비해 현저히 낮아졌다는 것은 분명한 사실이다.
9세기 들어 정치적 안정을 되찾으려는 노력이 동로마 제국에서 일어났다. 이와 함께 고등교육이 일정 수준 향상되게 되었다. 863년, 콘스탄티노폴리스의 황궁에 문법, 수사학, 철학 수석교사가 배치되게 되었다. 이 수석교사직은 종신직이었으며, 교사의 급료는 황실재정에서 지급되었다. 이 황궁 수석교사 제도는 9세기 초반에 고등교육의 기능이 교회로 이관되기까지 계속되었다. 12세기에 들어 원로학교(Patriarchal School)가 고등교육의 중심지가 되었는데, 이 학교에서는 시어도어 프로드로모스(Theodore Prodomos)와 테살로니카 지역의 대주교인 유스타티우스(Eustathus of Thessalonica)와 같은 당대의 저명한 저술가의 글들을 교육하였다.
1204년 콘스탄티노폴리스가 십자군에 의하여 함락되자 십자군 정부는 고등교육에 대한 재정지출을 중단하였다. 그러나 니케아로 망명해있던 동로마 제국 정부는 황궁 수석교사들에 대한 지원을 계속하였다. 1261년 콘스탄티노폴리스로 환도하게 되자 이전 시기의 고등교육제도를 복원하기 위한 노력이 이루어졌으나, 의도한 바가 실현되지는 않았다. 대부분의 고등교육은 개인자격을 가진 교사와 전문가들에 의해서 제공되었다. 이러한 개인자격 교사에는 교사뿐만 아니라 당시의 공무원, 외교관, 사제 등이 있었다. 당시의 대표적인 개인자격 교사로는 사제 막시무스 플라누데스, 역사학자 그레고라스(Nicephorus Gregoras), 저술가 크리솔로라스(Manuel Chrysoloras)가 있었다. 이 중 크리솔로라스는 고대 그리스의 철학 저서들을 라틴어로 번역하여 비잔티움 제국 멸망 이후 중근세 유럽의 학문진흥에 영향을 미친 인물이다.

## 같이 보기
- 동로마 제국의 교육
- 콘스탄티노폴리스 대학교